# Афродіта Сінуеська
Афродіта Сінуеська (також Венера Сінуеська) — мармурова скульптура Афродіти епохи еллінізму, яку вважають однією з робіт грецького скульптора Праксителя. Скульптура датована IV століттям до н. е.

## Історія та опис

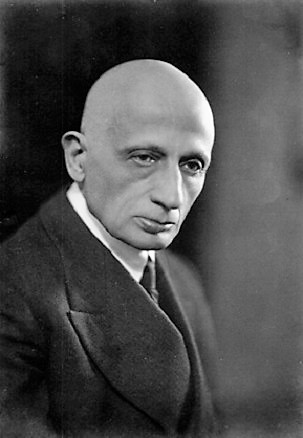
Вітторіо Спінаццола

25 січня 1911 року Леопольдо Скіаппа проводив земляні роботи на своєму винограднику в районі Інкалдана міста Мондрагоне (античне місто Сінуеса). Орендарі ділянки Антоніо Гульєльмо та його син Джованні натрапили на кам'яний предмет, що перебував неглибоко в землі, та виявили дві частини понівеченої античної скульптури. Про статую дізналися фахівці, невдовзі скульптура була передана до Національного археологічного музею Неаполя.
Статуя була обстежена вченим-археологом Вітторіо Спінаццолою у Неаполі у квітні цього ж року. Він відновив статую, з'єднавши дві її частини, і назвав «Venere Sinuessana». Спінаццола датував роботу IV століттям до н. е. і приписав її грецькому скульптору Праксітелю, який разом зі Скопасом та Лісіппом вважається одним із великих майстрів «еллінізму». Проте деякі мистецтвознавці вважають, що, можливо, статуя є римською копією грецького оригіналу.
Статуя Венери (Афродіти) колись прикрашала одну з багатьох римських вілл у Сінуесі. Є припущення, що вілла належала знаменитому давньоримському оратору, політику та філософу Цицерону, який, як і багато його заможних сучасників, мав віллу в цьому місті, відомому своєю термою. Але навіть якщо вона не була власністю Цицерона, її наявність у цьому місті свідчить про високий рівень добробуту заможної верстви громадян, які могли дозволити собі таку розкіш у будинку, як оригінальна грецька скульптура.
Скульптура без голови та рук, а також з деякими іншими дефектами, зображує напівголу жінку, що спирається на праву ногу і тримає одяг на стегнах. Відсутність відсутніх частин тіла богині дозволяють припустити принаймні дві гіпотези: перша полягає в тому, що Венера готується прийняти ванну, і з цієї причини роздягається, дозволяючи одягу зісковзнути на підлогу; друга гіпотеза полягає в тому, що богиня виходить із ванни або водойми, витираючись рушником. Можливо, при цьому вона намагається прикрити наготу.

## Відомі факти
- На момент свого виявлення статую було викуплено всього за 500 лір, тоді як вона реально коштувала не менше 500 000 лір.
- У музеї міста Мондрагоне — Археологічний музей Б'яджо Греко[it] — є копія цієї скульптури.
- З 23 березня до 31 жовтня 2013 року Венера Сінуеська була представницею стародавньої Італії серед «Красунь Массіко» («Bellezze del Massico») на виставці «Rosantico» у Національному археологічному музеї Пестума[it] , присвяченій темам природи та краси.[3]
- З 15 лютого 2018 року до 13 січня 2019 року скульптура була надана Національним археологічним музеєм Неаполя для показу на виставці[4], організованої італійською банківською групою Intesa Sanpaolo, де поряд з іншими античними експонатами були представлені скульптури однойменних богинь — Afrodite che si slaccia il sandalo[5] та Afrodite Anadyomene[6].